# 後成説
後成説（こうせいせつ）とは、生物の発生に関する仮説で、卵には幼生や胚の元になる構造が初めからあるのではなく、次第に作り上げられるものであると説くものである。前成説に対して唱えられ、次第に認められた。

## 概説
動物の発生に関する解釈としては、もともと子供の体の小さなひな型があって、それが次第に展開するのだという、いわゆる前成説が優勢であった。後成説 (epigenesis) は、それに対してそのような仕組みは無く、何も無いところから次第に形が作り上げられるのだとするものである。
両説ともにその起源は古代にさかのぼるが、紀元前から18世紀ころまでずっと前成説が優勢であった。これは、その方が素朴に分かりやすいこともあったろうが、胚の形成において、大まかな部分の形成が極めて初期に起こり、ごく微小な状態で行われる点も大きいであろう。また、キリスト教がこれを支持する面もあった。しかし18世紀から19世紀に胚発生がより詳細にわたって研究されることで後成説が正しいことが確認され、さらに細胞説の確立とともに定説化した。ある意味で、これが近代的な発生学の始まりとなっている。
なお、ここでいう前成説は素朴な形のものであり、広い意味での前成説は今もそれなりの意味を持っている。それに対して後成説は現在ではいわば常識であり、改めて取り上げられることは無い。

## 前史
前成説の歴史は古いが、後成説のそれもまた古い。特にアリストテレスがこの立場であったことはよく知られる。彼は卵や精液の役割を認めず、月経血が固まって胎児となるとしたが、その点を別にして子供の体の形成に関しては特に構造のない状態から次第に形ができるとしており、後成説的な見方を示している。もちろん当初のそれは観念的なものであり、その点では両説に優劣はない。時代的にやや突出しているのはローマ時代のガレノス (131-201) で、彼は構造のないところに、まず血管が発達し、次に肝臓・心臓・脳が、それ以降に残りの器官が発達すると述べている。しかし、このような知見は、科学史上では18世紀まで唱えられることはなかった。
もちろん実際のところ前成説は誤りなのであるが、実証的な研究が行われてもその誤りはなかなか明らかにならなかった。たとえばヒポクラテスはニワトリ卵の内部を産卵後一日毎に調べたと言われる。ファブリキウス (1537-1619) はその発生から胎児の発達を記載しており「発生学の祖」とも冠される。マルチェロ・マルピーギはさらにこれを顕微鏡を用い、それまで不可能であったごく初期の胚発生を観察した。しかし、このマルピーギも前成説の信奉者だった。
この時代、ウイリアム・ハーベーのように後成説を支持した学者もいたが、広い支持を得ることはなかった。ハーベーはシカの解剖を交尾前後から継時的に行い、少なくともアリストテレス以来の月経血が胎児となるとする見解が誤りであることを主張した。卵を発見することはできなかったが、彼は他の脊椎動物からの類推により必ず卵があるはずとの信念を持ち、「すべて動物は卵から生ずる」との言葉を残した。彼の考えも後成説に近かったが、具体的な内容においてはアリストテレスのそれとさほど変わらない程度であり、その面では説得力がなかった。後続で発生学にかかわったマルピーギやヤン・スワンメルダムはいずれも彼の論には反対している。
18世紀に至るまで、多くの研究者が様々な動物の発生について調べ、詳しいことがわかるようになってはきたが、この点については明らかにならず、ほとんど憶測的な前成説が広く支持されていた。これは、前記のように主要な器官がごく初期にできてしまうのも理由であろうが、それ以外に多くの誤解があったことがあげられる。たとえば昆虫の蛹は卵と同等と考えられていた。これを解体すると、ちゃんと親の形が入っているから、これは明らかな前生説の証拠と考えられた。また、植物の種子も卵にあたるものと考えられ、同様な誤解の元となった。

## 後成説の成立
後成説の成立は一般に、「現代発生学の祖」と呼ばれるカスパー・ヴォルフ (1733-94) の論に遡るとされている。「自然誌」的思考の解体期を生きたヴォルフは1759年に『発生論』を著わし、その中でニワトリ卵において器官の原基が小さい球体として生じる様子を詳細に説明し、最初から器官の形が存在する訳ではないことをはじめて明確にするなど、後の後生説の根拠を与えることになった。
ヴォルフはまず植物について論じるなかで、葉や花が形成される場合、最初はそれらが未分化のかたちで生じ、次第に形態が作られてくるさまを描き出し、それらの原形が元々あるわけではないことを主張した。ここに植物が出るのは、当時は動物の発生と植物のそれを同一視する傾向があったからである。続けてヴォルフは、ニワトリの胚において、新しい器官が形成されるときには、まず透明なつぶつぶが現れるさまを描き出した（これはおそらく細胞のことであると思われる）。
また、彼は発生においてまず血管や心臓が現れることをあげ、もしも元から形があるのであれば、様々な器官が同時に現れるはずだが実際にはそうなっていないことを明らかにして前成説を否定している。彼は様々な器官の発生を子細に調べ、その過程で前腎を発見した（ほ乳類ではまず前腎が形成され、後にこれが退化してその後方に後腎ができ、これが成体の腎臓である）。このように個々の器官の発達についても、それが次第に形を変えるものであり、はじめから決まった形を持って現れるものではないことを述べて、あわせて後成説の証拠であるとした。
以上のヴォルフの論は前成説を完全に否定するに十分なものと思われるが、もともと前成説には宗教的な支持があったこともあり、また上記のように様々な混乱から前成説の裏付けが存在すると思われていたために、ドイツ国内の権威者もこれに反発したという。彼は国内での批判に半ば追われるように、帝国サンクトペテルブルク科学アカデミーでの招きでドイツを去り、研究成果はロシアで出版された。かくして、この説が広く認められるのは次の世紀を待たなければならなかった。すなわち、彼の説が世に広まったのは1821年にメッケルが紹介してからであった。

## 発生学への発展
上記のように後成説が確定的になったのはメッケルがヴォルフの論を紹介した後である。それ以降、後成説は広く認められるようになり、それを継承した発生学的研究が広く行われるようになった。その意味で、ヴォルフの後成説は発生学の基礎を固めたものといえる。
また、ほぼ同時期の細胞説の成立も、発生学に大きな影響を与えている。細胞説が広まるやまもなく、R. A. ケリカーは、精子が精巣で作られる1個の細胞であることを1841年に報告、卵についてもカール・ゲーゲンバウアーが1861年にこれを確認し、発生は細胞レベルで調べられるようになった。また、これによって種子や蛹を卵と見なすような過ちも解消された。なお、ヴォルフは細胞説以前にある程度それに近い考えを持っていたらしく、彼が後成説を強く主張したのはそこにも一因があったようである。
後成説を継承する代表的な学者であるベーアは胚葉説を唱えたが、これはヴォルフの説をより具体化したものと言っていいだろう。この説は、様々な動物の発生において、まず胚はいくつかの細胞の固まりである胚葉に分かれ、それらから器官が作られる、というものである。彼は比較発生学を発展させ、胚葉から形成される器官はどの動物でもほぼ同じであること、胚は発生の初期ほど他の動物に近い形を取ることなどを発生の過程の特徴として取り上げ、これを発生根本法則と称した（現在ではベーアの法則と呼ばれる）。このような見方は後にヘッケルによって反復説という形に読み直される。
他方、ヒス (1850-1924) は胚葉の折りたたみによって様々な器官が生じると論じ、これに関わる機構を解き明かそうとした。この方向は後にルーによる実験発生学への道を開くことになる。